# Le 48 leggi del potere
Le 48 leggi del potere è un libro di saggistica di Robert Greene pubblicato nel 1998. Il libro è un bestseller, avendo venduto oltre 1,2 milioni di copie negli Stati Uniti.
Le 48 leggi del potere è popolare tra noti rapper, imprenditori, celebrità, atleti e attori tra cui 50 Cent, Jay-Z, Kanye West, Busta Rhymes, Ludacris, DJ Premier, Drake, Dov Charney, Brian Grazer, Andrew Bynum, Chris Bosh, Michael Jackson, Courtney Love, The Kid Laroi e Will Smith.

## Origine
Greene ha inizialmente formulato alcune delle idee in Le 48 leggi del potere mentre lavorava come scrittore a Hollywood e ha concluso che l'élite del potere di oggi condivideva tratti simili con figure potenti nel corso della storia.
Greene stava rileggendo la sua biografia preferita su Giulio Cesare e si ispirò alla decisione di Cesare di attraversare il fiume Rubicone e combattere Pompeo, incitando così alla Grande Guerra Civile Romana. Greene ha scritto il trattato, che in seguito divenne Le 48 leggi del potere.

## Recensioni
Le 48 leggi del potere ha venduto oltre 1,2 milioni di copie negli Stati Uniti ed è stato tradotto in 24 lingue. Fast Company ha definito il libro un "mega classico di culto" e il Los Angeles Times ha osservato che Le 48 leggi del potere hanno trasformato Greene in un "eroe di culto con il set hip-hop, l'élite di Hollywood e i detenuti allo stesso modo". Busta Rhymes ha usato Le 48 leggi del potere per affrontare i produttori di film problematici. DJ Premier ha un tatuaggio ispirato alla legge n. 5, "La reputazione è la pietra angolare del potere", sul braccio e DJ Calvin Harris ha un tatuaggio sul braccio "Entra con audacia" basato sulla legge n. 28. Le 48 leggi del potere sono state menzionate anche nelle canzoni di UGK, Jay Z, Kanye West e Drake. Dov Charney, fondatore ed ex CEO di American Apparel, ha spesso citato le leggi durante le riunioni del consiglio di amministrazione, ha dato ad amici e dipendenti copie del libro e ha nominato Greene nel consiglio di amministrazione di American Apparel.
Si dice che le 48 leggi del potere sia molto richiesto nelle biblioteche carcerarie americane, ed è stato studiato come testo del primo anno in alcuni college statunitensi. Il rapper 50 Cent ha dichiarato di essersi relazionato al libro "immediatamente", e si è avvicinato a Greene con la prospettiva di una potenziale collaborazione, che sarebbe poi diventata The 50th Law, un altro bestseller del New York Times.
Il professor Jeffrey Pfeffer ha affermato che le cosiddette leggi di Greene si basano su esempi isolati e non su ricerche solide. Kirkus Reviews ha affermato che Greene non offre prove a sostegno della sua visione del mondo, le leggi di Greene si contraddicono a vicenda e il libro è "semplicemente una sciocchezza". Newsweek sottolinea anche i modi in cui le leggi si contraddicono a vicenda e afferma: "Intendendo il contrario, Greene ha effettivamente prodotto uno dei migliori argomenti dal Nuovo Testamento per l'umiltà e l'oscurità". La rivista Director fa notare che "alcune delle 'leggi' di Greene sembrano contraddittorie" e che l'opera è "faticosa e didattica".